# Бабічев Сергій Ігорович
Сергі́й І́горович Ба́бічев (15 лютого 1993, смт Сартана, Донецька область — 5 січня 2015, поблизу м. Бахмут, Донецька область) — молодший сержант Національної гвардії України.

## Життєвий шлях
Закінчив Маріупольський професійний аграрний ліцей № 141. 2011 року призваний на строкову військову службу, яку проходив в київському з'єднанні внутрішніх військ МВС, у квітні 2013 року продовжив службу за контрактом. З початком бойових дій на Донбасі став на захист свого селища, Маріуполя і України.
Інструктор з водіння 1-го відділення взводу спеціальних автомобілів роти матеріально-технічного забезпечення в/ч 3066 Північного ОТО НГУ.
Січнем 2015-го відряджений на схід України — для забезпечення ротації підрозділів резервного батальйону оперативного призначення ім. Героя України генерал-майора С. Кульчицького.
5 січня перебував за кермом мікроавтобуса «Богдан», котрий при перевезенні взводу резервістів на трасі Київ — Довжанський о 18:30 потрапив у ДТП поблизу міста Бахмут (колишня назва — Артемівськ). З «Богданом» зіштовхнувся військовий КрАЗ. Сергій був досвідченим водієм, за свідченнями тих, хто вижив, до останнього намагався зробити все можливе для того, щоб уникнути зіткнення та врятувати побратимів. Тоді загинуло 12 військовиків, серед них: Віктор Бурка, Юрій Лінивенко, Роман Малюта, Володимир Матківський, Максим Щіпов та Тарас Герасимюк, ще 21 зазнав травм.
Без Сергія лишились мама, вітчим, сестра, наречена.
Похований у Сартані.

## Нагороди та вшанування пам'яті
За особисту мужність і героїзм, виявлені у захисті державного суверенітету та територіальної цілісності України, вірність військовій присязі під час російсько-української війни, відзначений — нагороджений
- орденом «За мужність» III ступеня (посмертно).
- медаллю «Захиснику Вітчизни» (посмертно)
- 5 січня 2017 року в Сартані на фасаді будівлі Маріупольського професійного аграрного ліцею встановлено меморіальну дошку на честь Сергія Бабічева.

Вшановується в меморіальному комплексі «Зала пам'яті», в щоденному ранковому церемоніалі 5 січня.